# Хотон, Джеймс
Джеймс Хотон (англ. James Houghton, род. 7 ноября 1948) — американский актёр и сценарист. Как актёр, Хотон наиболее известен благодаря роли Кенни Уорда в первых четырёх сезонах прайм-тайм мыльной оперы CBS «Тихая пристань», где он снимался с 1979 по 1983 год.
Хотон родился в Лос-Анджелес, Калифорния, где будучи ребёнком начал актёрскую карьеру. В 1973 году он присоединился к дневной мыльной опере «Молодые и дерзкие», где снимался три последующих года. В 1977 году Хотон сыграл ведущую роль в прайм-тайм сериале Code R, который был закрыт после одного сезона. В дополнение к роли в сериале «Тихая пристань», Хотон появился в сериалах 1980-х «Остров фантазий», «Отель», «Ремингтон Стил», «Лодка любви», «Север и Юг 2» и «Колби». Вне телевидения, он появился в фильмах «Я хочу держать тебя за руку» (1978), «Новые американские граффити» (1979) и «Суеверие» (1982).
В 1991 году Хотон переквалифицировался в сценариста мыльных опер, работая в «Молодые и дерзкие». Работа в шоу принесла ему четыре дневные премии «Эмми» и две награды Гильдии сценаристов США.

## Мыльные оперы
- Молодые и дерзкие (1973—1976, 2003)
- Тихая пристань (прайм-тайм, 75 эпизодов, 1979—1983)
- Колби (прайм-тайм, 15 эпизодов, 1986—1987)
- Молодые и дерзкие (сценарист, 1991—2006)
- Дерзкие и красивые (сценарист, 2006)